# 큰창자

소화기관의 모양과 이름

큰창자(표준어: 큰창자, 문화어: 굵은밸, 영어: large intestine, large bowel) 또는 대장(大腸)은 척추동물의 소화 기관계에서 마지막 기관이다. 대장의 역할은 주로 소화 불가능한 음식물 찌꺼기로부터 수분과 비타민의 일부, 쓸개즙염, 빌리루빈 등을 흡수하고, 찌꺼기를 보관하고 있다가 몸 밖으로 배출하는 것이다. 대장은 맹장과, 결장(상행 결장, 횡행 결장, 하행 결장, S상 결장), 그리고 직장으로 분류된다.
인간에 있어 대장은 골반의 오른쪽 장골(오른쪽 허리 부근)에서 시작되며, 소장과 연결되어 있다. 대장은 전체 1.5 미터정도의 길이를 지닌다. 대장 내에서 음식물은 12-25 시간을 보내게 되며, 더이상의 소화는 이루어지지 않는다. 대장이 불규칙하게 꼬이는 현상을 대장염전이라고 부른다. 서양 및 한국, 일본에서는 대장암에 걸리기 쉽다.

## 같이 보기
- 관장
- 대장내시경
- 작은 창자